# Septentrion (revistă)
Revista Societății pentru Cultura și Literatura Română în Bucovina. Publicația – al cărei prim număr a apărut în anul 1990 – este continuatoarea "Foii Societății pentru Literatura și Cultura Română în Bucovina"(1865-1869). Până în anul 2011 au apărut 31 de numere.
Directorul publicației este Dimitrie Vatamaniuc, membru de onoare al Academiei Române.
Apare la Rădăuți, jud. Suceava.